# Sandian (métro de Wuhan)
Sandian (chinois : 三店站 ; pinyin : Sāndiàn zhàn ; litt. « « trois commerces/boutiques » ») est une station de la ligne 1 du métro de Wuhan en République populaire de Chine. Elle a été inaugurée le 26 décembre 2017 après le prolongement et l'inauguration du tronçon Dongwu Dadao-Jinghe.